# Anja Boxleitner

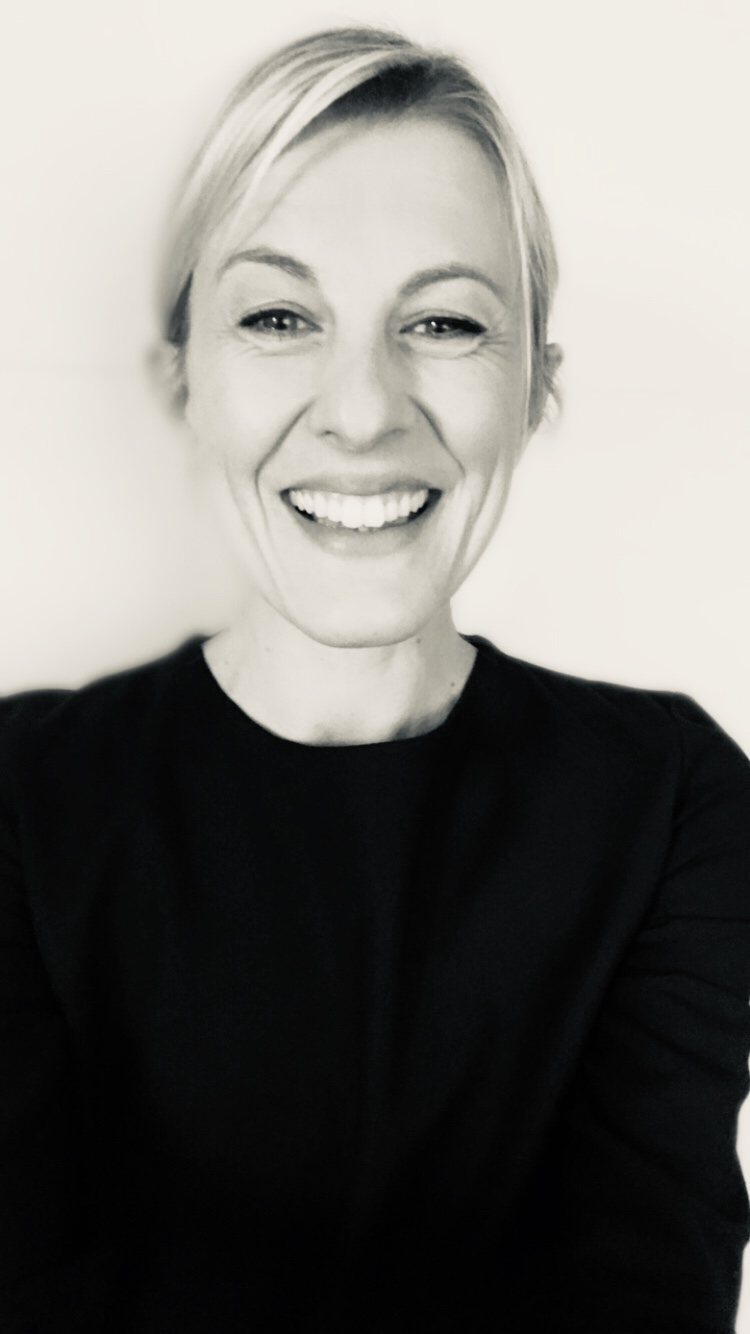
Anja Boxleitner

Anja Maria Boxleitner (* 1980 in Passau) ist eine ehemalige deutsche Mountainbikerin.
Sie wurde 1999 bei den ersten World Games of Mountainbiking in Saalbach-Hinterglemm Vizeweltmeisterin in der Kategorie Freeride und Dritte in der Kategorie Dual Slalom.
2003 gab sie ihren Rücktritt aus dem Rennsport bekannt. Boxleitner lebt und arbeitet heute als Designerin im Schweizer St. Gallen.